# Männer von Hunteburg
Die sogenannten Männer von Hunteburg waren zwei Moorleichen aus dem 3. oder 4. Jahrhundert, die 1949 in der Gemarkung Schwege bei der Gemeinde Bohmte im niedersächsischen Landkreis Osnabrück gefunden wurden. Der Fundort (52° 27′ 18,2″ N, 8° 11′ 44,6″ O) lag im Campemoor, einem Teil des Großen Moores, und war früher Teil der Gemarkung Hunteburg, wovon der Name des Fundes abgeleitet wurde.

## Fundgeschichte
Am 25. April 1949 entdeckten Torfarbeiter Stoffstücke, die aus der 4 Meter hohen frisch mit der Baggerschaufel abgestochenen Torfwand heraushingen. Sie besahen die Stoffstücke genauer und entdeckten die Reste zweier menschlicher Körper. Die Betriebsleitung des Abbaubetriebes ließ die Arbeit sofort einstellen und benachrichtigte die Polizei. Die Kriminalpolizei konnte jedoch keine Hinweise auf ein kürzlich verübtes, neuzeitliches Verbrechen feststellen und benachrichtigte daraufhin das Niedersächsische Landesmuseum in Hannover. Am 27. und 28. April 1949 reisten der Archäologe Wolfgang Dietrich Asmus aus Hannover und der Botaniker Siegfried Schneider an, um den Fund in allen Einzelheiten zu dokumentieren und auszugraben. Dieser Moorleichenfund war einer der ersten, die von Wissenschaftlern von Anfang an aus einem Moor ausgegraben werden konnten. Nahezu alle bis dahin gefundenen Moorleichen waren nicht sachgemäß geborgen worden und gelangten erst später in wissenschaftliche Obhut, nachdem ihre genauen Fundzusammenhänge verloren und die Moorleichen bereits nachhaltig geschädigt worden waren. Der Fund wurde im Block geborgen und in einer Holzkiste zur weiteren Bearbeitung ins Labor des Landesmuseums nach Hannover transportiert. Da das Museum in den Nachkriegsjahren nicht genug finanzielle Mittel für die benötigten Mengen an Konservierungsmittel wie Alkohol oder Formalin aufbringen konnte, wurde beschlossen, die Leichen als Trockenpräparate zu konservieren. Lediglich die Genitalien sowie Finger- und Fußnägel wurden separat in einer Alkohollösung konserviert. Da bei der Trocknung der Leichen mit einer erheblichen Schrumpfung zu rechnen war, wurde nach der Freilegung aus dem Moorblock am 9. Mai im Labor ein detailgetreues Gipsmodell der Fundsituation angefertigt. Die wissenschaftlichen Untersuchungen wurden von dem Museumsleiter Karl Hermann Jacob-Friesen, seinem Assistenten Wolfgang Dietrich Asmus, dem Botaniker Siegfried Schneider, der Anthropologin Gisela Asmus und weiteren Spezialisten durchgeführt. Für die Dauer der Untersuchungen wurden die Leichen regelmäßig mit einer Alkohol-Formalin-Lösung eingesprüht. Die Textilien wurden separat durch Karl Schlabow konserviert. Nach den Untersuchungen wurden die sterblichen Überreste der Männer einer Hannoveraner Chemiefirma zur Trocknung übergeben. Dort sind die Leichen dann verschwunden. Möglicherweise sind sie durch eine falsche Temperatureinstellung des Trockenofens verbrannt.

## Befunde
Die Männer von Hunteburg lagen etwa 105 cm unterhalb der Mooroberfläche in Seitenlage dicht hintereinander und mit den Köpfen in Richtung Westen. Ihre Kopf- und Schulterbereiche waren bereits durch einen Bagger zerstört. Über den Leichen waren weder Steine noch Holzstücke zu deren Fixierung im Moor zu finden, wie dies bei anderen Funden häufig der Fall ist. Aus dem bereits abgestochenen Torf konnten noch einige lose Körperteile wie Unterkiefer, eine Schädeldecke, ein Schneidezahn, Halswirbel und einige weitere lose Knochen eingesammelt werden. Jeder der beiden Körper war in einen Rechteckmantel eingeschlagen, deren Enden sorgfältig über den Füßen zusammengelegt worden waren. Beide Männer waren, bis auf die beiden Wollmäntel, anscheinend unbekleidet, es fanden sich auch keine weiteren Kleidungs- oder Schmuckteile bei ihnen. Ob sie wirklich nackt in ihre Mäntel gewickelt worden sind, ist unsicher, da eine eventuell vorhandene Kleidung aus pflanzlichen Rohstoffen wie Flachsfasern im sauren Milieu des Moores zersetzt worden wäre. Ihre Hauthüllen waren durch die Moorsäuren lederartig gegerbt, an einigen Stellen aufgerissen und zeigten deutliche Abdrücke der Mantelstoffe. Die Knochen waren größtenteils durch die Säuren entkalkt und in ihrer Eiweißstruktur stark verändert. Einige wenige Knochen und Rippen hatten die Haut durchstoßen und lagen offen zu Tage. Die Lage und Form der Knochen zeichnete sich jedoch deutlich unter der Haut ab. Beide Männer hatten sauber zugeschnittene Finger- und Fußnägel. In den Mänteln konnten Kopfhaare sowie die auf etwa 2 cm gestutzten Barthaare geborgen werden.

### Der Mann Hunteburg I
Der Mann Hunteburg I war der hintere der beiden Männer. Er ist vermutlich auf der linken Seite liegend, in Schlafstellung mit leicht angezogenen Beinen, ins Moor gekommen und erst später in eine leichte Rückenlage gesunken. Er war etwa 20 Jahre alt, nach Berechnungen der gefundenen Langknochen und der Hauthülle 180 bis 190 cm groß, von kräftiger und schlanker Statur. Er hatte ursprünglich etwa 18 cm lange weiche, wellige Kopfhaare von blonder bis rotblonder Farbe. Eine mikroskopische Untersuchung an 24 Kopfhaaren ergab, dass diese weitgehend intakt vorlagen und nur mäßige Verwitterungsspuren, wie gezackte Schuppenränder, zeigten. Lediglich die Reißfestigkeit war stark herabgesetzt. Einige Haare zeigten unvollständige Schaftbrüche, die jedoch durch Frisieren zu Lebzeiten entstanden waren. Die ursprüngliche Haarfarbe ließ sich mikroskopisch nicht sicher bestimmen, da die in den Haaren eingebundenen rötlichen Farbpigmente keinen Rückschluss darüber zuließen, ob sie im Laufe der Lagerung chemisch verändert wurden oder durch die Lagerung im Moor eingedrungen sind. Sein Körper war von den Schlüsselbeinen an aufwärts durch den Torfbagger zerstört. Das lose gefundene Unterkieferbruchstück konnte ihm zugeordnet werden und zeigte, dass seine Weisheitszähne noch nicht durchgebrochen waren, während die übrigen Zähne bei der Auffindung bereits fehlten. Seine Fingernägel waren gerade zugeschnitten.

### Der Mann Hunteburg II
Der vordere Mann Hunteburg II war etwa 30 Jahre alt und etwa 190 cm groß. Sein Kopf und sein linker Oberarm waren durch den Bagger zerstört worden. Der rechte Arm und die rechte Schulterpartie waren schlechter erhalten als die auf seiner linken Seite. Er lag in Schlafstellung auf seiner linken Seite und wurde durch den hinter ihm liegenden Mann Hunteburg I vor dem Verlagern geschützt. Sein Oberkörper war bis auf wenige Zentimeter in sich zusammengesunken. In seinem Mantel fanden sich zahlreiche ausgefallene Haare, darunter etwa 10 cm lange Kopfhaare, einige ausgefallene Wimpern, Barthaare mit Haarwurzeln und Teile seiner Körperbehaarung. Die Haare des Mannes waren ursprünglich blond, allerdings dunkler und glatter als die seines Nachbarn. Sein Bart war dagegen deutlich gekräuselter. Der Mann hatte bis auf seinen Oberkörper eine ausgesprochen kräftige Körperbehaarung. Seine Hauthülle wies zahlreiche Risse auf, entlang seines Rückgrats war sie abgelöst und fand sich im Mantel wieder. Seine Finger- und Fußnägel waren rundlich zugeschnitten. Diesem Mann konnten aufgrund der anhaftenden Wollfasern aus dem Mantel die lose eingesammelten Halswirbel, die Schädeldecke, sowie der vollständige Unterkiefer mit drei Molaren auf der linken und zwei auf der rechten Seite zugeordnet werden.

### Textilien
Die beiden Mäntel aus dem Fund gehören zu den am besten erhaltenen eisenzeitlichen Prachtmänteln. Sie wurden zur weiteren Bearbeitung an das Textilmuseum Neumünster gesandt und von dem Textilspezialisten Karl Schlabow eingehend untersucht. Beide Mäntel waren mit einer fettigen klebrigen Masse aus Absonderungen der Leichen durchtränkt, die fest mit dem Gewebe verbunden war. Die Tuche der beiden Mäntel wurden auf Gewichtswebstühlen hergestellt, zur Verzierung und Verstärkung der umlaufenden Gewebekanten wurden brettchengewebte Borten angewebt. Der Mantel B des vorderen Mannes misst 253 cm × 176 cm und hat an einer Seite eine 5 cm breite Brettchenkante, die mit Hilfe von 27 Webbrettchen erstellt wurde; die übrigen Seitenkanten sind dagegen etwas schmaler. Farbspuren von Färberwaid und Reseda im Gewebe des durch die Lagerung im Moor jetzt braun verfärbten Stoffes zeigen an, dass der Mantel ursprünglich leuchtend blau und gelb oder in Mischung grün gefärbt war. Zur Verstärkung der dekorativen Optik des Mantels wurden die aus der Gewebeabschlusskante heraushängenden Kettfäden kunstvoll in Fransen geflochten. Stopfstellen deuten an, dass der Mantel lange Zeit getragen wurde. Anhand der im Gewebe erhaltenen Falten, Knickspuren und Löcher für eine Fibel konnte die Trageweise des Mantels genau rekonstruiert werden. So wurde das Tuch mittig gefaltet, über die linke Schulter und den Hals drapiert und auf der rechten Schulter mit einer Fibel geschlossen.

### Datierung
Der Fund einiger Reste von blühendem Heidekraut deutet an, dass die Männer vermutlich im Spätsommer ins Moor gelangten. Die pollenanalytische Datierung der Torfschicht, in der die Männer lagen, ergab einen Niederlegungszeitraum vom 5. bis 1. Jahrhundert vor Chr. Die beiden Mäntel datieren textiltypologisch in die vorrömische Eisenzeit bzw. die Römische Kaiserzeit. Dagegen  ergab eine Radiokohlenstoffdatierung (14C-Datierung) zweier Haarproben mittels Beschleuniger-Massenspektrometrie (AMS) eine Niederlegung im Moor zwischen 245 und 415 nach Chr.

## Deutung
Das Profil im abgestochenen Moor um die Fundstelle ließ erkennen, dass die Männer nicht in einer eingetieften Grube in das Moor gelegt wurden. Sie wurden in kostbare Mäntel eingewickelt und auf sorgfältige Weise im Moor bestattet oder zumindest dort niedergelegt. Der gute Erhaltungszustand deutet an, dass sie in das sehr feuchte Moor gelegt und mit Torfplaggen abgedeckt worden waren. Sie starben in einer Epoche, in der die Feuerbestattung in dieser Region die allgemein übliche Bestattungsform war, von der nur in seltenen Ausnahmefällen abgewichen wurde. Diese Umstände lassen eine Hinrichtung oder eine einfache Entsorgung von Mordopfern als eher unwahrscheinlich erscheinen. Ein Unfalltod ist aufgrund der Fundsituation nahezu sicher auszuschließen. Aufgrund der fehlenden Kopf- und Schulterpartien lässt sich ihre genaue Todesursache nicht bestimmen. Alle Fundumstände zusammengenommen deuten am ehesten darauf hin, dass die Männer rituell getötet und im Moor geopfert wurden. Über die Gründe der vermuteten Opferung der beiden Männer wurden die verschiedensten Theorien aufgestellt, wie ein Strafopfer zweier körperlich entehrter Homosexueller oder die Bestrafung wehrfähiger, aber kriegsunwilliger Deserteure in Anlehnung an Kapitel 12,1 von Tacitus’ Werk De origine et situ Germanorum, wonach ignavi („Feiglinge“), imbelles („Kampfunwillige“) und corpore infames (persönlich freie Männer, die Tacitus zufolge im Rahmen gleichgeschlechtlicher Kontakte die sexuell passive Rolle einnahmen) durch Versenken im Moor bestraft wurden.
Nach anderen Deutungstheorien könnte es sich um eine Sonderbestattung mit unheilabwehrendem Hintergrund gehandelt haben. Diese könnte aufgrund einer besonderen Rolle, die beide Verstorbenen in ihrem sozialen Umfeld innehatten, vorgenommen worden sein, oder alternativ auch deshalb, weil die Männer ohne erkennbare äußere Einwirkung zu einer Unzeit ihr Leben verloren hatten – eben nicht im Alter, nach Krankheit oder Verwundung – und zur Vorsorge eines Wiedergängertums entweder vorübergehend oder dauerhaft eine Sonderbestattung im Moor erhielten. Ein weiteres Denkmodell sieht in der Moorbestattung der beiden Männer eine Art Übergangsgrab, um die Verstorbenen für einen Zeitraum zu konservieren, bis den Angehörigen die kostspielige, standesgemäße Bestattung nach dem allgemein üblichen Bestattungsritus möglich war.
Ähnlich gelagerte Funde mehrerer miteinander im Moor versenkter Personen liegen unter anderem mit den beiden Männern von Weerdinge aus dem Weerdingerveen, einem zu den Niederlanden gehörenden Teil des Bourtanger Moores, aus der Zeit um 40 vor Chr. und 50 nach Chr., oder den beiden 16 und 35 Jahre alten Männern von Bolkilde auf der dänischen Insel Als (Sydjylland) aus der Zeit um 3490–3370 vor Chr. vor, die allerdings älter datieren. Mit den Moorleichen von Wijster liegt eine gleichzeitige Niederlegung vierer Individuen vor.

## Weitere Funde
Das Große Moor bei Hunteburg barg weitere archäologische Funde, die gut dokumentiert wurden. Diese Funde stehen aber in keinem erkennbaren Zusammenhang miteinander.

### Der Fuß von Hunteburg
Bereits am 7. Mai 1938 wurde etwa 320 Meter von der Fundstelle der beiden Männer entfernt ein in einem Stiefel steckender linker Fuß gefunden. Der Stiefel steckte aufrecht, etwa 90 cm unterhalb der Oberfläche im Torf, daneben steckte ein Birkenpfahl, der leicht über den Schuh geneigt war. Bei der Bergung zerfiel der Stiefel aufgrund der in der Moorsäure aufgelösten Nähfäden in seine Einzelteile. Er bestand aus einem Stück Oberleder und einer etwa 30 Zentimeter langen Sohle. Das Schaftleder war durch Spatenstiche in drei Teile zerteilt. Ein ursprünglich vorhandener dreieckiger Zwickel auf der Innenseite des Oberschuhes fehlte hingegen. Das Schuhleder stammte von einem sehr starken Rind und zeigte nur wenig Abnutzungsspuren, was auf einen relativ wenig getragenen Stiefel deutet. Der Fuß lag als fast vollständiges Skelett mit anhaftenden Gewebe- und Sehnenresten vor. Schnitt- oder Hiebspuren waren an den Knochen nicht erkennbar, jedoch zeigte der Bereich am Sprunggelenk stärkere Verwesungsspuren. Bei einer Nachgrabung konnten weder weitere Knochen noch der Lederzwickel gefunden werden. Das Fußskelett hatte 1945 nach der Trocknung nur noch eine Länge von 21 Zentimetern und eine Breite von sechs Zentimetern, gehörte ursprünglich aber zu einem ausgewachsenen Mann. Typologisch wurde der Stiefel in das 13. bis 14. Jahrhundert datiert. In den 1990er Jahren konnte diese Datierung durch eine 14C-AMS Untersuchung einer Hautprobe in den Zeitraum zwischen 1215 und 1300 n. Chr. bestätigt werden.

### Hunteburg III
Kurze Zeit nach der Auffindung der Männer von Hunteburg I und II wurde eine weitere männliche Moorleiche, der Mann von Hunteburg III, gefunden. Dieser Fund fand in der archäologischen Fachliteratur allerdings nur wenig Beachtung. Aufgrund einer in den 1990er Jahren durchgeführten Radiokohlenstoffdatierung (14C-Datierung) einer Gewebeprobe wurde der Mann in den Zeitraum zwischen 40 vor Chr. bis 70 n. Chr. datiert.